# Burse
Een burse of bursa was van de hoge middeleeuwen tot de zeventiende eeuw een bekostigde woongemeenschap voor scholieren of studenten (zogenoemde bursalen), die een bepaald bedrag aan de burseleider moesten betalen voor kost en inwoning.

## Etymologie
De term burse is afgeleid van het Latijnse woord bursa dat zak, buidel of beurs betekent, maar geleidelijk ook werd gebruikt in de betekenis beurs (geldsom). Dergelijke beurzen voor studie en huisvesting kwamen op in het eind van de middeleeuwen. De term burse verwijst veelal naar het gemeenschappelijke kosthuis voor de ondersteunde studenten.

## Beschrijving
Een burse bestond uit, naast slaapkamers voor de scholieren of studenten, meerdere vertrekken voor ondersteunende functies. Zo zijn er voorbeelden van bursen met een woonkamer, een eetzaal, een studielokaal, slaapzalen voor personeel, een keuken, een bierbrouwerij en andere ruimtes voor voedselverwerking. Veelal had een magister, prior of rector de leiding over de burse. Tegelijkertijd gaf hij soms huiswerkbegeleiding of les in schoolvakken als Latijn en wiskunde.
Studenten en scholieren konden voor een bescheiden bijdrage onderdak en eten krijgen, doordat een gedeelte werd bekostigd uit de daarvoor opgerichte beurs. Zo kreeg de zogenoemde schaftmeester (oeconomus) in de burse in Groningen 100 gulden per jaar per mee-etende student, waarvan 55 (en later 60) gulden door de overheid werd betaald, en de rest door de student zelf. Er zijn echter ook voorbeelden bekend dat kost en inwoning van arme scholieren volledig werd bekostigd. In Leiden was er onderscheid tussen bursalen met beurzen van de Staten en bursalen die onderdak kregen op kosten van de stad.

## Nederland
In Nederland hebben meerdere bursen bestaan. Zo kende Deventer vanaf 1470 de Bursa Cusana die bedoeld was voor scholieren aan de Latijnse school. Kort na de oprichting van de Universiteit van Franeker in 1585 werd voor de studenten aldaar eveneens een burse in het leven geroepen. In Leiden volgde men in 1592 met de opening van het Statencollege in het Cellebroedersklooster als collegie voor 'schamele studenten'. In Groningen bestond van 1613 tot 1813 een burse aan de Grote Markt voor studenten aan de Rijksuniversiteit Groningen.

## Duitsland
Ook in Duitsland waren er bursen, bijvoorbeeld in Tübingen, speciaal voor gymnasiasten.